# 長尾街道
長尾街道（ながおかいどう）は、大阪府堺市堺区から奈良県葛城市の長尾神社付近に至る古代官道である。
古くは大津道（おおつみち）と呼ばれた。日本書紀の推古天皇二十一年（613年）の条に、後に上町台地に首都の難波宮が置かれる「難波より京（飛鳥）に至る大道（おおじ）を置く」と記されていた日本最古の「官道」である「竹内街道」の北1,908m（但し計画値）に平行して整備された。 大津の名は、羽曳野市北宮にある式内大津神社に由来するといわれるが、大和川と石川の合流地点が大津と呼ばれた時期があったことがあり、その大津に至る道という意味で大津道といい、細長い海岸浜堤を長狭（ながお）といい、その特徴から長尾街道と名が付いたという。
ほとんどの区域で大阪府道・奈良県道12号堺大和高田線に平行し、堺市の市街地では花田口筋とも呼ばれる。

## 成り立ち・歴史
- 奈良時代以降になると、北側に「竜飛道」（のちの奈良街道）が整備された。河内国府（現在の土師ノ里駅付近）で本道と合流し、国分（現在の河内国分駅前）で分かれた、難波宮難波京・住吉津と飛鳥・平城京を結ぶ重要な経路となった。
- 河内国と大和国の間の山越えルートは、明治以前は国分村六軒（柏原市国分本町7丁目付近）から現在の近鉄関屋駅・二上駅の北側を通った「関屋越え」のルートであったが、明治13年（1880年）に田尻峠越えのルートが開削された。さらに近辺での付け替えにより現在の国道165号の道のりとなった。

## 経由地（沿線施設等）
堺市
- 大道筋（紀州街道）交点（近世以降の起点）
- 堺市立殿馬場中学校・東本願寺堺南御坊
- 堺東駅（北側。地下道）
- 百舌鳥耳原北陵・方違神社
- 堺市駅（南側、周辺に長尾町の地名や堺市立長尾中学校がある）
- 長曽根変電所
- 小今池橋（狭間川）
- 堺市立五箇荘小学校
- 愛染院
- 府道大阪高石線（あびこ筋・ときはま線）交点
- 宝蔵神社・ 勝手大明神
- 難波大道交点

松原市
- 朝日プラザ松原
- 布忍橋（西除川）
- 布忍駅（南側）
- デイリーカナートイズミヤ松原中央店・ 松原警察署・ 国道309号交点
- 松原スイミングスクール・ 寺池
- 府道大阪中央環状線交点
- 市民恵我図書館
- 高鷲橋（東除川）

羽曳野市
- 丹比高鷲原陵（雄略天皇陵）

藤井寺市
- 藤井寺自動車教習所
- 藤井寺市立藤井寺小学校・ 市民総合会館・ 府道12号交点
- 藤井寺市役所・藤井寺市立藤井寺中学校
- 藤井寺インターチェンジ
- 藤井寺市立図書館・ 国道170号外環状線交点
- 国道170号旧道交点・ 市ノ山古墳（允恭天皇陵）
- 道明寺駅（北側）・ 玉手橋・ 石川橋（石川）

柏原市
- パナソニック サイクルテック本社工場
- 原川橋（原川）
- 河内国分駅（駅前）・ 国道25号交点
- 大阪教育大前駅・ 国分病院
- 柏原インターチェンジ

香芝市
- 田尻峠・ 屯鶴峯・ 二上山
- 二上山駅（北側）
- JA経済センター（畑5丁目付近）
- 出口橋（磯壁3丁目付近）・ 国道168号交点
- 福応寺・ 狐井城山古墳

葛城市
- 長尾神社−交通安全の神様。長尾街道の起点。
- （国道168号）
- 磐城駅・ 長尾公園墓地
- 国道166号交点
- 竹内街道交点